# Accropod

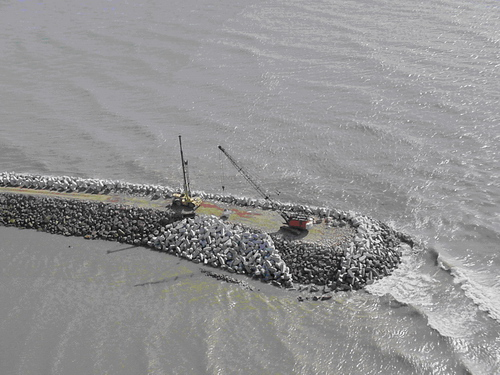
Accropod

Accropods zijn ongewapende betonnen golfbreker elementen ontworpen om de werking van golven op golfbrekers en kuststructuren te weerstaan.  De originele (Franse) naam is Accropode, deze naam wordt ook wel in het Nederlands gebruikt.

## Accropod I

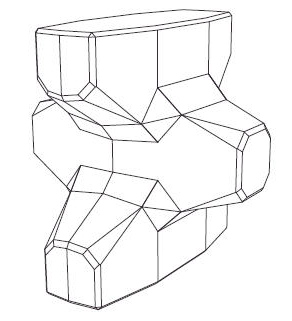
Accropod

De Accropod in 1981 ontwikkeld door Sogreah in Grenoble als de opvolger van de Tetrapod.
Het element is sindsdien toegepast op ongeveer 150 golfbrekers en zeedijken wereldwijd. Sogreah (nu onder de naam Artelia) heeft de licentierechten ondergebracht bij een dochteronderneming, CLI (concrete layers international). Het blok heeft een grote stabiliteit, deze wordt meestal met de Hudson-formule bepaald. Voor de Accropod kan een KD-waarde van 15 gebruikt worden (voor de kop ca 11,5).
Het blok moet worden toegepast op een talud van 3H/2V tot 4H/3V; het element wordt in een enkele laag toegepast, wat een groot voordeel is t.o.v. de voorganger, de Tetrapod.

Plaatsen Accropod met duikerbegeleiding

Een praktisch probleem bij dit blok is dat de (vlakke) boven- en onderkant niet tegen elkaar aan gelegd mogen worden. Om dit te controleren is vaak controle door duikers nodig, hetgeen tot aanzienlijke downtime tijdens de uitvoering kan leiden (te hoge golven voor een veilige operatie).

## Accropod II

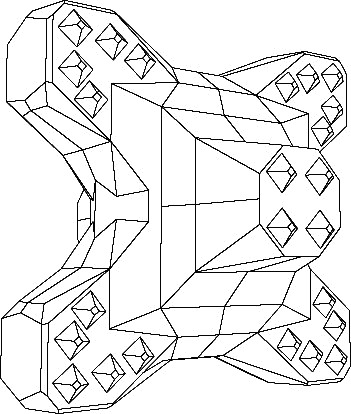
Accropod II

Om dit probleem te ondervangen is CLI in 2004 met de Accropod II gekomen, die eenvoudiger te plaatsen is. Op dat moment was ook net (2003) het Xbloc op de markt gekomen met dezelfde plaatsingsvoordelen. De Accropod II is inmiddels bij zo'n 15 projecten toegepast.

## Patent en auteursrecht

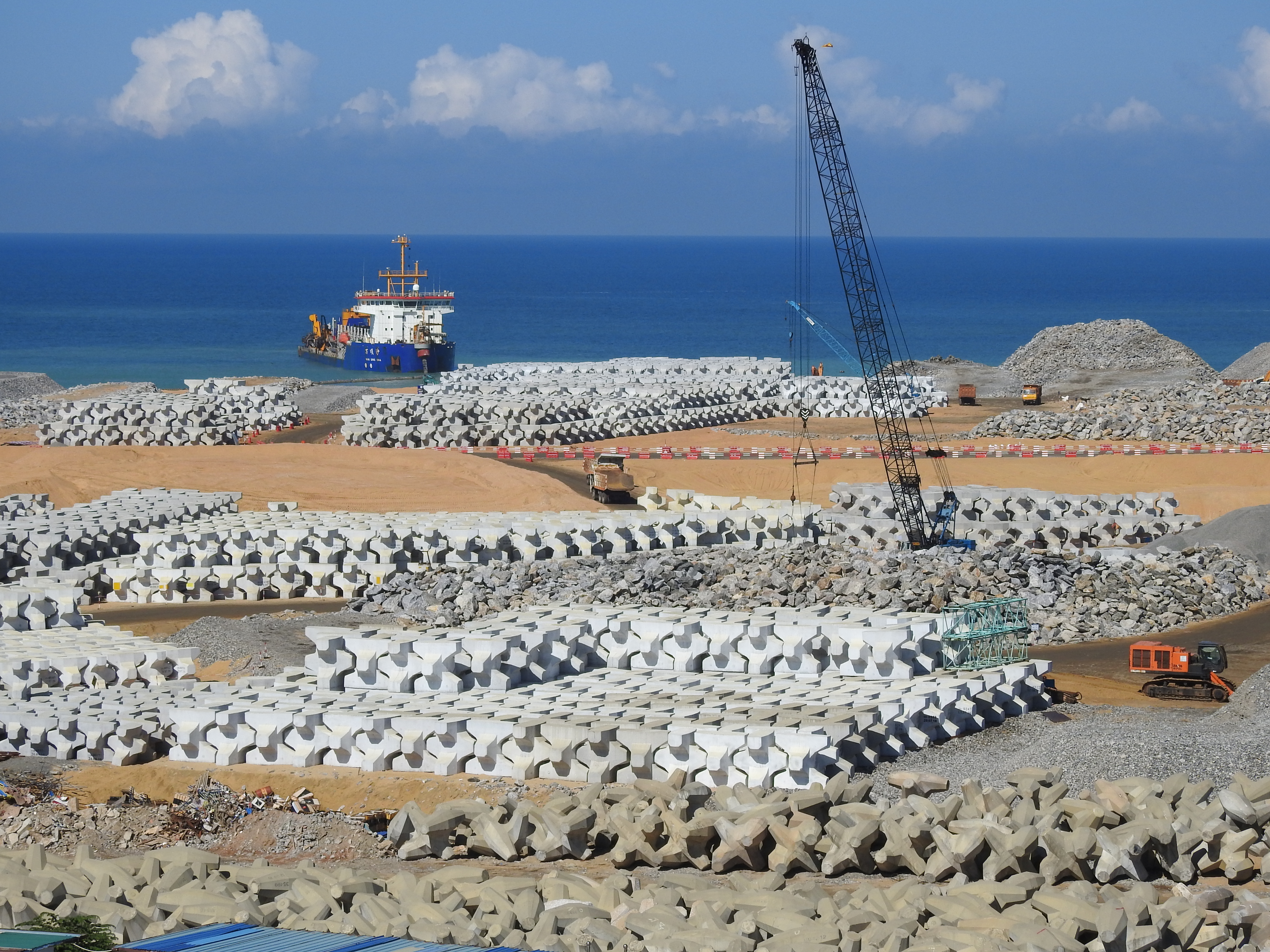
Opslag van Chinapods voor Colombo Port City

Het patent van de Accropod (I) is verlopen. Echter, de naam Accropod is beschermd door het auteursrecht. Het is dus op dit moment toegestaan om een element in de vorm van een Accropod (I) te maken, maar niet om dat element Accropod te noemen. In 2018 is een oeververdediging bij Colombo, Sri Lanka gemaakt door de Chinese aannemer CHEC. Deze aannemer heeft daar de Chinapod toegepast, die er identiek uitziet als de Accropod (I), maar niet zo heet.

## Ecopode
CLI heeft ook een variant van de Accropod II uitgebracht, de Ecopode. Feitelijk is dit hetzelfde element alleen met een wat andere oppervlaktestructuur om het blok zo een wat meer natuurlijk uiterlijk te geven. Overigens is dit blok ontwikkeld ten behoeve van projecten met specifieke landschappelijke eisen (het element moet visueel passen in een landschap met rots). Het is dus zuiver een cosmetische verandering, het element heeft weinig extra ecologische waarde.

## Voorbeelden
Voorbeelden van toepassing van de Accropod zijn te vinden op de website van CLI